# Lorenza Izzo
Lorenza Izzo (Santiago, 19 de setembro de 1989) é uma atriz chilena e modelo, melhor conhecida por atuar como Kylie no filme de terror Aftershock, Justine em outro filme de terror, The Green Inferno, e Genesis no suspense de terror erótico Knock Knock, os dois últimos dirigidos pelo seu ex-marido Eli Roth.

## Vida pessoal
Izzo nasceu em Santiago, capital do Chile. Ela tem uma irmã, Clara, e sua mãe é uma modelo chamada Rosita Parsons. Ela é também a sobrinha da modelo e atriz Carolina Parsons. Em 2014, ela casou com o ator e diretor Eli Roth. O casamento foi realizado na praia de Zapallar do Chile, na região de Valparaíso.